# The Fun People Experience
The Fun People Experience es la quinta publicación de la banda argentina Fun People, lanzada en 1998 como CD y EP. Con seis canciones, incluye un cover de la canción "Trash", compuesta por la legendaria banda de glam punk New York Dolls.
Fue grabado en El Abasto al Pasto por "Ricky" Villagra y Pedro, masterizado por The Great David Santos.
El diseño de la portada se debe a Jorge Pruneda (Gigantes). Fue armado en Halo/Spiccolli Desenhos e Cores.

## Temas
1. «Burning Hearts»
2. «Esos Días»
3. «Trash»
4. «Derecho a techo»
5. «Ride on»
6. «Confianza»